# أرشيبالد بارك
أرشيبالد بارك (بالإنجليزية: Archibald Park)‏ هو سياسي أسترالي، ولد في 18 سبتمبر 1888، وتوفي في 18 نوفمبر 1959. انتخب عضو مجلس نواب تسمانيا.